# Чебаник, Василий Яковлевич
Василий Яковлевич Чебаник (5 августа 1933, Клишковцы — 13 марта 2025, Киев) — советский и украинский каллиграф, шрифтовик, художник-график, профессор (1980), член-корреспондент Национальной академии искусств Украины (2013). Заслуженный деятель искусств Украинской ССР (1979). Лауреат Национальной премии Украины имени Тараса Шевченко (2019). Создатель шрифта «Рутения» Шрифты Василия Чебаника используются, к примеру, Офисом президента Украины (без разрешения автора).

## Биография
Василий Яковлевич Чебаник родился 5 августа 1933 года в селе Клишковцы. В 1963 году окончил Киевский государственный художественный институт, учился у В. Касияна, И. Плещинского.
В 2002 году награждён Почётной грамотой Верховной Рады Украины.
Умер 13 марта 2025 года в возрасте 91 года.

## Произведения
- Иллюстрации сборников стихов — «Голосеевская осень» М. Рыльского (1985), «Так никто не любил» Сосюры (1987), «Примерно на дне моего сердца» П. Тычины (1991), серия открыток-портретов «Классики украинской литературы» (1966)[2].